# Bridgid Isworth
Bridgid Isworth (ur. 15 października 1981) – australijska lekkoatletka, specjalizująca się w skoku o tyczce.

## Osiągnięcia
- 6. miejsce podczas mistrzostw świata juniorów (Santiago 2000)
- brązowy medal Igrzysk Wspólnoty Narodów (Manchester 2002)
- medalistka mistrzostw kraju w różnych kategoriach wiekowych

## Rekordy życiowe
- skok o tyczce – 4,30 (2002)
- skok o tyczce (hala) – 4,20 (2002)